# Vermut
Vermut je z alkoholom ojačano vino, aromatizirano in obogateno z rastlinskimi esencami, smolami ter začimbami.
Njegova posebnost je izrazita grenkoba v kombinaciji s sladkim okusom in opojnim vonjem začimb. Čisti alkohol (vinski destilat) je dodan v vino skupaj z začimbami in zelišči, ki so najpogosteje selekcija rastlin rodu Artemisija, kamor spada pelin.
Vermut je torej vino, in ne destilat, saj je destilat le dodan v vino med fermentacijo, skupaj z zelišči in začimbami. Vermut, ki ima od 16 do 18 volumskih odstotkov alkohola, nato navadno zori od nekaj tednov do nekaj mesecev – odvisno od stila. Recepti in postopek pridelave pa so strogo varovane skrivnosti izdelovalcev.

## Etimologija
Ime vermut oziroma vermouth zato izhaja iz nemške besede za pelin – wermut, ki je bil v začetku pomembna sestavina te pijače, danes pa vse manj.

## Označevanje
Način pisave Vermouth smejo v Evropski uniji uporabljati samo proizvajalci iz Italije in Francije, vendar ga v ZDA uporabljajo tudi za njihove proizvode.

## Blagovne znamke
Znane znamke vermuta so Cinzano,  Noilly Prat, Gotano in Martini (ne zamenjajte z istoimenskim koktajlom, ki vsebuje nekaj vermuta, glavna sestavina pa je gin).
Vermut je sestavina številnih koktajlov.